# Greenwood (Maine)
Greenwood ist eine Town im Oxford County des Bundesstaates Maine in den Vereinigten Staaten. Im Jahr 2020 lebten dort 774 Einwohner in 820 Haushalten auf einer Fläche von 111,58 km².

## Geographie
Nach dem United States Census Bureau hat Greenwood eine Gesamtfläche von 111,58 km², von der 107,92 km² Land sind und 3,65 km² aus Gewässern bestehen.

### Geographische Lage
Greenwood liegt zentral im Oxford County. Mehrere Seen befinden sich auf dem Gebiet der Town. Die größten sind im Norden der North Pond, Round Pond und der South Pond, im Nordosten grenzt der Bryand Pond an, zentral der Twitchell Pond, im Osten der Indian Pond sowie im Süden der Hicks Pond und der Mud Pond. Sie sind teilweise durch Flüsse und Bäche verbunden. Die Oberfläche des Gebietes ist hügelig, die höchste Erhebung ist der 604 m hohe Mount Abraham im Norden von Greenwood, der auch als Skigebiet erschlossen ist.

### Nachbargemeinden
Alle Entfernungen sind als Luftlinien zwischen den offiziellen Koordinaten der Orte aus der Volkszählung 2010 angegeben.
- Norden: Bethel, 13,8 km
- Nordosten: Woodstock, 10,9 km
- Südosten: West Paris, 12,1 km
- Süden: Norway, 14,1 km
- Westen: South Oxford, Unorganized Territory, 19,0 km

### Stadtgliederung
In Greenwood gibt mehrere Siedlungsgebiete: Greenwood City, Greenwood Center (Shadagee), Irish Neighborhood, Locke Mills (Lockes Mills, Locke's Mills), Richardson Hollow, Tubbs District und Willis Mill.

### Klima
Die mittlere Durchschnittstemperatur in Greenwood liegt zwischen −8,3 °C (17 °F) im Januar und 20,0 °C (68 °F) im Juli. Damit ist der Ort gegenüber dem langjährigen Mittel Maines um etwa 2 Grad kühler. Die Schneefälle zwischen Oktober und Mai liegen mit deutlich mehr als zwei Metern (bei einem Spitzenwert im Januar von knapp 50 cm) ungefähr doppelt so hoch wie die mittlere Schneehöhe in den USA. Die tägliche Sonnenscheindauer liegt am unteren Rand des Wertespektrums der USA.

## Geschichte
Das Gebiet von Greenwood wurde ab 1802 besiedelt. Der erste Siedler war William Yates, es folgten Thomas Furlong und Timothy Patch. Als Town wurde Greenwood am 2. Februar 1816 organisiert. Zuvor war das Gebiet 1813 als Plantation No. 4 organisiert. Es gehörte zum Phillips Academy Grant, auch Raymond’s (oder Twitchell’s) Grant und Mosher and Haskell’s Grant. Im Jahr 1893 wurde Land an Woodstock abgegeben.
Benannt wurde Greenwood vermutlich nicht nach den grünen Wäldern, in denen es liegt, sondern nach dem Vermesser Alexander Greenwood. Tatsächlich wurde das Gebiet von Lothrop Lewis, einem anderen Vermesser, vermessen. Die Bewohner wollten zunächst ihre Town Russia nennen, doch dieser Name wurde nicht bewilligt. Zunächst lebten die Siedler in Greenwood von der Landwirtschaft, auch begünstigt durch die vielen guten Möglichkeiten für die Erbauung von Mühlen.
In Greenwood befinden sich mehrere Steinbrüche, in denen unter anderem Earlshannonit, Hydroxylherderit und Herderit abgebaut werden.

### Einwohnerentwicklung
| Volkszählungsergebnisse – Town of Greenwood, Maine | Volkszählungsergebnisse – Town of Greenwood, Maine | Volkszählungsergebnisse – Town of Greenwood, Maine | Volkszählungsergebnisse – Town of Greenwood, Maine | Volkszählungsergebnisse – Town of Greenwood, Maine | Volkszählungsergebnisse – Town of Greenwood, Maine | Volkszählungsergebnisse – Town of Greenwood, Maine | Volkszählungsergebnisse – Town of Greenwood, Maine | Volkszählungsergebnisse – Town of Greenwood, Maine | Volkszählungsergebnisse – Town of Greenwood, Maine | Volkszählungsergebnisse – Town of Greenwood, Maine |
| Jahr                                               | 1800                                               | 1810                                               | 1820                                               | 1830                                               | 1840                                               | 1850                                               | 1860                                               | 1870                                               | 1880                                               | 1890                                               |
| -------------------------------------------------- | -------------------------------------------------- | -------------------------------------------------- | -------------------------------------------------- | -------------------------------------------------- | -------------------------------------------------- | -------------------------------------------------- | -------------------------------------------------- | -------------------------------------------------- | -------------------------------------------------- | -------------------------------------------------- |
| Einwohner                                          |                                                    |                                                    | 509                                                | 695                                                | 836                                                | 1118                                               | 878                                                | 845                                                | 838                                                | 727                                                |
| Jahr                                               | 1900                                               | 1910                                               | 1920                                               | 1930                                               | 1940                                               | 1950                                               | 1960                                               | 1970                                               | 1980                                               | 1990                                               |
| Einwohner                                          | 741                                                | 664                                                | 605                                                | 548                                                | 564                                                | 604                                                | 601                                                | 610                                                | 653                                                | 689                                                |
| Jahr                                               | 2000                                               | 2010                                               | 2020                                               | 2030                                               | 2040                                               | 2050                                               | 2060                                               | 2070                                               | 2080                                               | 2090                                               |
| Einwohner                                          | 802                                                | 830                                                | 774                                                |                                                    |                                                    |                                                    |                                                    |                                                    |                                                    |                                                    |

## Kultur und Sehenswürdigkeiten

### Bauwerke
In Greenwood wurde ein Bauwerk unter Denkmalschutz gestellt und  ins National Register of Historic Places aufgenommen.
- Greenwood Cattle Poundrn, 2007 unter der Register-Nr. 07000794.[11]

## Wirtschaft und Infrastruktur

### Verkehr
Die Maine State Route 26 verläuft durch die nordöstliche Ecke der Town entlang der Uferzonen des North Pond, Round Pond und South Pond. Sie verbindet Greenwood mit Bethel im Norden und West Paris im Osten. Von ihr zweigt in südliche Richtung die Maine State Route 219 ab, die später ebenfalls in östliche Richtung die Town nach West Paris verlässt.

### Öffentliche Einrichtungen
In Greenwood gibt es kein eigenes Krankenhaus oder medizinische Einrichtung. Die nächstgelegenen Einrichtungen befinden sich in West Paris, Norway und Rumford.
Es gibt in Greenwood keine eigene Bücherei. Die nächstgelegenen befinden sich in Bethel, Woodstock und West Paris.

### Bildung
Greenwood gehört zusammen mit Andover, Bethel, Gilead, Hanover, Newry und Woodstock zum Maine School Administrative District 44. Es gibt zwei Grundschulen, die Crescent Park Elementary School und die Woodstock Elementary School, zudem die Telstar Middle School und die Telstar High School.

## Persönlichkeiten

### Söhne und Töchter der Stadt
- Leon Leonwood Bean (1872–1967), Erfinder und Gründer von L.L.Bean
- Addison Emery Verrill (1839–1926), Zoologe und Geologe